# Charles Gordon Fullerton
Charles Gordon Fullerton (Rochester, New York, 1936. október 11. – Lancaster, Kalifornia, 2013. augusztus 21.) amerikai űrhajós, tesztpilóta, ezredes.

## Életpálya
1957-ben a California Institute of Technology keretében szerzett gépészmérnöki oklevelet, amit 1958-ban megvédett. A Hughes Aircraft Company, Kalifornia vállalatnál tervezéssel foglalkozott. 1958-tól a hadsereg állományában kapott repülőgép vezetői jogosítványt. Gépei az F–86 és a B–47 Sztratoszféra voltak. 1964-ben tesztpilóta kiképzése mellett elsajátította a repülőbalesetek kivizsgálásának módszerét. 1966-ban kiválasztották, hogy a légierő Manned Orbiting Laboratory (MOL) programjának résztvevője legyen. 1969-ben a NASA állományába vette. Szolgálati ideje alatt több mint 16 000 órát töltött a levegőben (repülés, űrrepülés), több mint 135 különböző repülőgépet (módozatok) vezetett, tesztelt. Katona pilótaként a T–33, T–34 T–37, T–39, F–101, F–106, F–111, F–14, X–29, KC–135, C–140.
1966. június 30-tól részesült űrhajóskiképzésben a Lyndon B. Johnson Űrközpontban.
Feladatához tartozott a NASA által üzemeltetett különleges feladatú repülőgépek (B–52, Boeing 747, űrrepülőgép), valamint a többi repülőgép (gyakorló/oktató, szállító) vezetése (T–38, F–18, F–15, Convair 990, DC–8. 1977-ben az Enterprise űrrepülőgép berepülésének (megközelítés, leszállás) egyik pilótája. Az egyik NASA pilóta, aki tesztpilótaként lehetőséget kapott a Tu–144LL szuperszonikus repülőgép vezetésére.
Két űrszolgálata alatt összesen 15 napot, 22 órát és 50 percet (382 óra) töltött a világűrben. Űrhajós pályafutását 1986 októberében fejezte be, a kutatási-kísérleti iroda munkatársa lett. Nyugdíjazása után folytatta tevékenységét. A hajózószemélyzet igazgatója, legfőbb pilóta.

## Űrrepülések
- STS–3, a Columbia űrrepülőgép 4. repülésének pilótája. A repülés elsődleges célja a teljes rendszer világűrkörülmények között történő további tesztelése, illetve, illetve az Office of Space Science (OSS–1) kísérletsorozat végrehajtása. Első űrszolgálata alatt összesen 8 napot, és 4 percet töltött a világűrben.
- STS–51–F a Challenger űrrepülőgép 8. repülésének parancsnoka. Végrehajtották az előírt 13 féle kutatási, kísérleti feladatot (csillagászat, napfizika, ionoszféra tudomány, élettudományok, folyadék kísérletek). Működtették a Spacelab laboratóriumot. Második űrszolgálata alatt összesen 7 napot, 22 órát és 46 percet töltött a világűrben.